# Sunnepha
Sunnepha is een geslacht van vlinders van de familie spinners (Lasiocampidae).

## Soorten
- S. aerea De Lajonquière, 1970
- S. livens De Lajonquière, 1970
- S. minuta De Lajonquière, 1970
- S. serta De Lajonquière, 1970